# Ælfstan (évêque de Londres)
Pour les articles homonymes, voir Ælfstan.
Ælfstan est un prélat anglais de la fin du Xe siècle. Il est évêque de Londres pendant une trentaine d'années entre 960 et 995 environ.

## Biographie
L'évêque Dunstan est promu archevêque de Cantorbéry en 959. Ælfstan lui succède à une date inconnue. Son long épiscopat est particulièrement obscur, et l'existence d'un homonyme (en) détenteur du siège de Rochester à la même époque ne facilite pas la tâche aux historiens. Durant cette période, la Chronique anglo-saxonne rapporte un incendie ayant touché la cathédrale Saint-Paul en 962, et un second ayant frappé toute la ville de Londres vingt ans plus tard, en 982 ; les Vikings renouvellent leurs attaques vers la même période et parviennent presque à brûler la ville en 994. Ælfstan disparaît des sources l'année suivante. Son successeur, Wulfstan, est sacré en 996.